# Nissan Armada
Nissan Armada (прежнее название Pathfinder Armada) — полноразмерный SUV, выпускаемый Nissan с 2004 года. Nissan Armada строится на фирменной платформе Nissan F-Alpha, которую делит с  Nissan Titan (пикап), Nissan Xterra (SUV), Nissan Frontier (пикап, грузовик) и Nissan Pathfinder (SUV). Люксовая версия Nissan Armada до 2010 года продавалась как Infiniti QX56, который затем был перенесён на платформу Nissan Patrol. С 2003 по 2015 Armada производился в Кантон, Миссисипи, но с февраля 2016 года производство было закрыто. Нынешнее поколение производится в Японии на заводах, выпускающих  Nissan Patrol, с небольшими изменениями для американского рынка. Nissan Armada доступна к продаже в США, Канаде и Мексике.

## Первое поколение
Армада была оснащена двигателем Nissan VK56DE V8 объёмом 5.6 л, 317 л. с. (233 кВт), с пятиступенчатой АКПП и предлагалась в заднеприводной и полноприводной версиях. Изначально выпускалась как Nissan Pathfinder Armada, затем в 2004 году название Pathfinder было удалено. Была разработана для рынка США и запущена в производство в 2003 году как модель 2004 модельного года. В 2005 году небольшие изменения получил салон. 

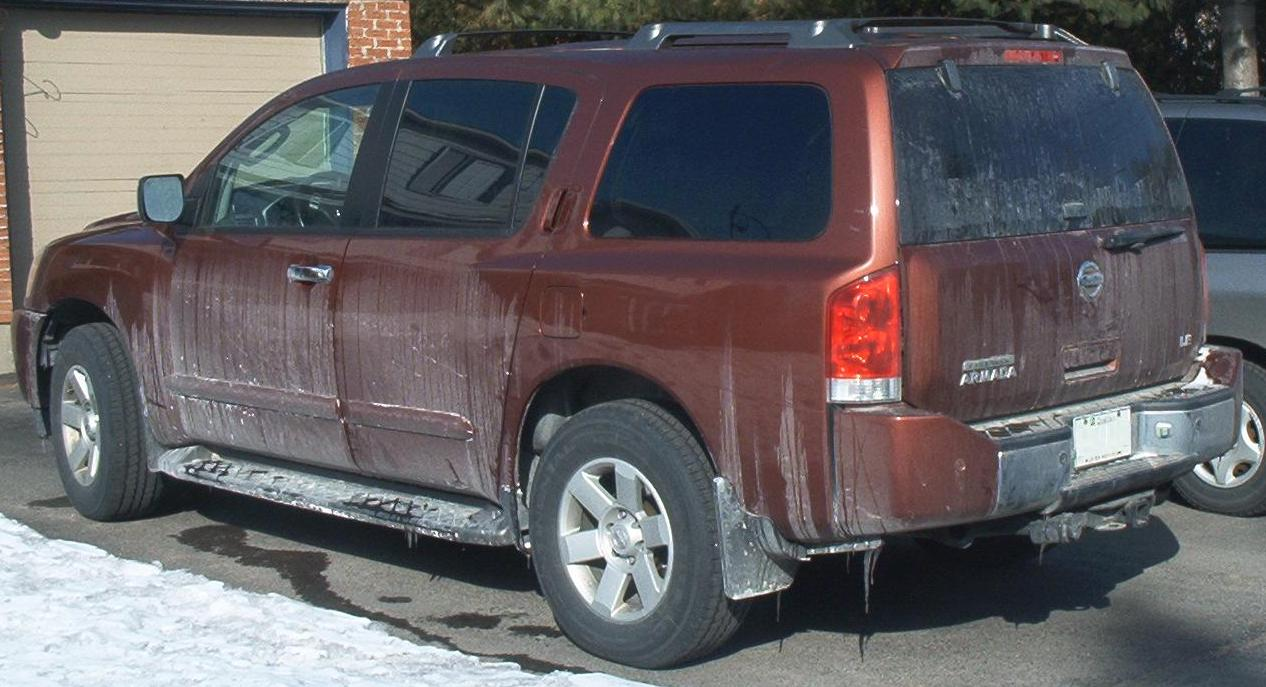
Вид сзади

В семиместном салоне — три ряда сидений, а по запасу пространства для ног пассажиров второго ряда Армаде нет равных в классе: между передними и средним сиденьями — больше метра. Рычаг автоматической коробки — на центральном тоннеле. Ручки задних дверей сделаны на дверной стойке. Эта традиция ведётся с 1986 года, родоначальником которой был Nissan Pathfinder.
Автомобиль сработан по всем канонам американского «джипостроения», но с учётом последних веяний автомобильной моды. В основе — лонжеронная рама. Задняя подвеска — независимая, на двойных поперечных рычагах, благодаря чему удалось достичь высокой плавности хода и хорошей управляемости
В 2007 году был проведен значительный рестайлинг. Был полностью изменён салон автомобиля, и модернизирован двигатель - была установлена система изменения углов опережения зажигания. Были установлены 20" легкосплавные диски, для чего пришлось изменить передаточное число ведущих редукторов. Несмотря на внешнее сходство, совместимость электронных компонентов была утрачена, так как после 2007 года в качестве основного цифрового протокола используется CAN2.
В соответствии с Consumer Reports Nissan Armada и Infiniti QX56 были очень ненадёжны, в первую очередь из-за проблем с тормозами. Но в 2008 модельном году эти проблемы были решены. По заявлению производителя, Armada способен буксировать прицеп массой до 4 тонн.

## Второе поколение

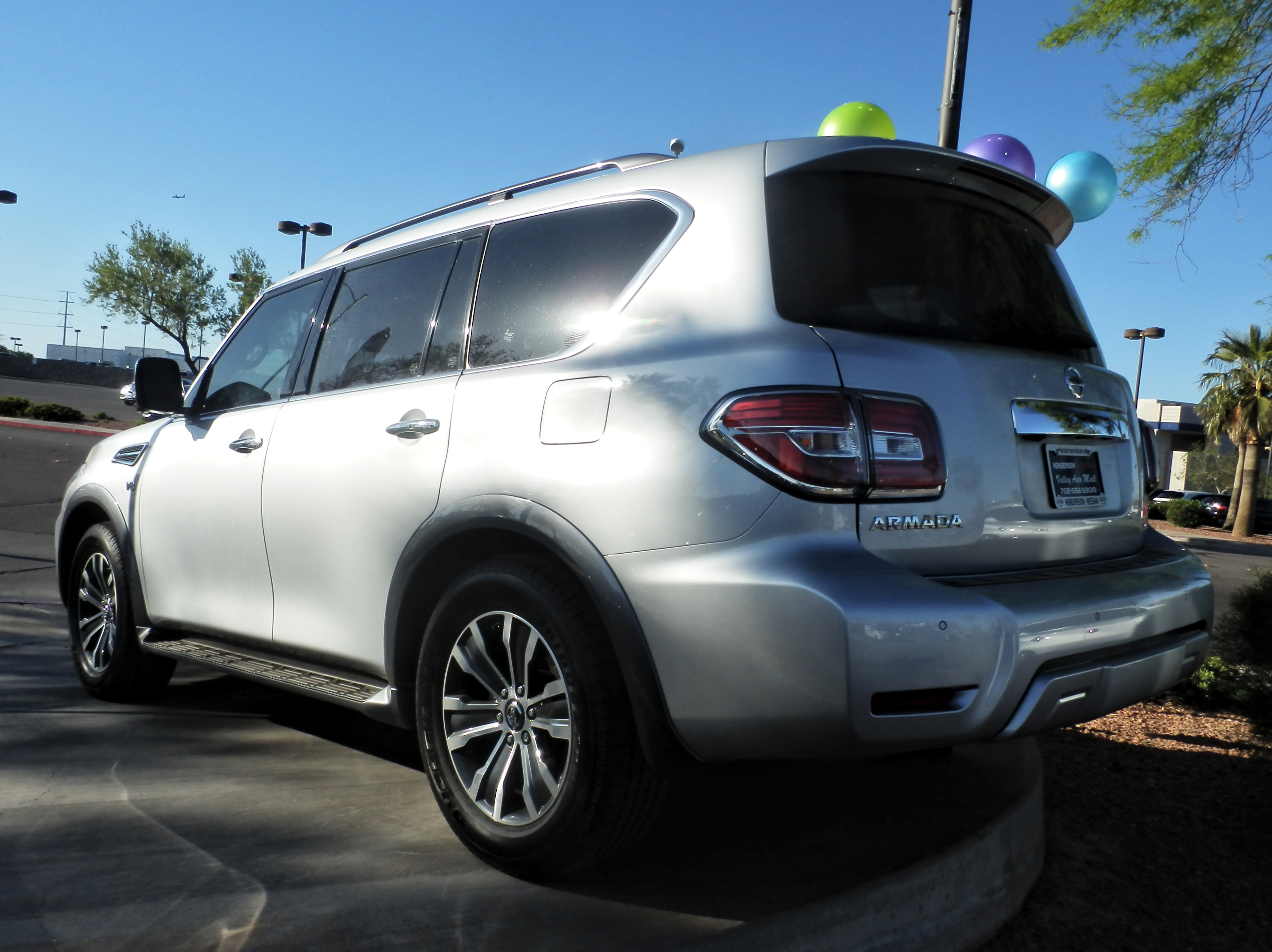
Вид сзади

12 февраля 2016 года был представлен новый Nissan Armada, который создан на базе Nissan Patrol Y62, с небольшими изменениями, в том числе изменённой передней решёткой, слегка увеличенных габаритах и другой оптике. Увеличение габаритов  было достигнуто установкой массивного заднего бампера. Благодаря этому Армада снова стала самым большим SUV в линейке Nissan. Двигатель и АКПП остались теми же, как и на Patrol, однако скорее всего новая Армада получит и заднеприводную версию.